# Макс Фремерей
Макс Фремерей (нім. Max Fremerey; 5 травня 1889, Кельн — 20 вересня 1968, Крюн) — німецький воєначальник, генерал-лейтенант вермахту. Кавалер Лицарського хреста Залізного хреста.

## Біографія
21 березня 1910 року вступив в армію. Учасник Першої світової війни. Після демобілізації армії залишений в рейхсвері. З 6 жовтня 1936 року — командир 17-го кавалерійського полку. З 1 травня 1939 року — вищий кавалерійський офіцер 3. З 26 серпня 1939 року — командир 480-го піхотного полку, з 26 жовтня 1940 року — 18-ї стрілецької бригади, з 20 вересня 1941 року — 29-ї піхотної дивізії. Учасник битви за Москву і Сталінградської битви. 25 вересня 1942 року відправлений в резерв ОКГ. З 15 січня 1943 року — військовий комендант Ганновера. З 30 вересня 1943 по 30 квітня 1944 року — командир 155-ї танкової дивізії, з 20 травня 1944 року — 233-ї резервної танкової дивізії. 8 травня 1945 року взятий в полон союзниками. В липні 1947 року звільнений. Був активним членом різних ветеранських організацій, в першу чергу — Товариства 17-го кавалерійського полку.

## Звання
- Фанен-юнкер (21 березня 1910)
- Фанен-юнкер-єфрейтор (3 червня 1910)
- Фанен-юнкер-унтерофіцер (7 липня 1910)
- Фенріх (16 жовтня 1910)
- Лейтенант (18 серпня 1911; патент від 20 серпня 1909)
- Оберлейтенант (12 червня 1916)
- Ротмістр (20 вересня 1918)
- Майор (1 лютого 1932)
- Оберстлейтенант (1 жовтня 1934)
- Оберст (1 квітня 1937)
- Генерал-майор (1 червня 1941)
- Генерал-лейтенант (1 червня 1943)

## Нагороди
- Залізний хрест 2-го і 1-го класу
- Нагрудний знак «За поранення» в чорному
- Почесний хрест ветерана війни з мечами
- Медаль «За вислугу років у Вермахті» 4-го, 3-го, 2-го і 1-го класу (25 років)
- Медаль «У пам'ять 13 березня 1938 року»
- Застібка до Залізного хреста 2-го і 1-го класу
- Німецький хрест в золоті (19 грудня 1941)
- Нагрудний знак «За танкову атаку» в бронзі (1942)
- Лицарський хрест Залізного хреста (28 липня 1942)
- Медаль «За зимову кампанію на Сході 1941/42»